# 趣味射擊系列
趣味射擊系列是南夢宮（现萬代南夢宮娛樂）首發於1994年的射擊遊戲系列。分類為「歡樂射擊遊戲」。

## 共同要素
由各種 小遊戲組成，就算是1個人也能遊玩，2個人也能像派對遊戲那樣進行對戰遊玩，到目前為止還沒有類似內容的遊戲出現。另外，裡面的標靶並沒有人類，也沒有流血或屍體的表現，在對於管制街機遊戲相當嚴格的德國，本作發售當時也是遊戲中心內唯一被允許設置的射擊遊戲。
遊戲角色分別有圓臉的「Dr.咚」和臉長的「Dr.丹」2位打扮像是探險家的「大叔」，他們也是整個系列作中都有登場印象角色。

### 遊戲方式
- 遊戲開始時能夠選擇「練習」「初級」「上級」「激難」等4種難易度。「練習」由4個關卡構成，之後的3個難度由16個關卡構成。
- 選擇難度後，會隨機在畫面上出現4個作為關卡(小遊戲)，可以任意選擇。4個關卡結束後 (無論成功或失敗)，都還會有別的關卡。「初級」，「上級」還有「激難」難度的關卡中，前者會加入三個（根據系列作還會有4個），後者一定會加入4個。(選擇的關卡能夠先延後但絕對無法避開)
- 有「打中全部標的」「守護大叔」「一發子彈就破壞」「在限制的彈數中達到過關的標準」「打倒犯人」「打中自己顏色的標靶」「用蓮社破壞標靶」等各種規則的關卡､並要依據規則通關。
- 關卡中有過關標準､超過標準就能過關。標準會因為難度以及關卡而有變化，在限制時間就算一切充裕也不能有任何猶豫，還有彈數限制也讓子彈無制限變成不能允許有任何彈數的浪費。
- 不能達成標準就算失敗､並會減少一顆紅心。當紅心全部沒有時就會Game Over。於對戰的場合中，會以達成標準的狀況・通關時間・命中率等要素來判定勝負。
- 打中不能打中的東西同樣會減少紅心(誤射一次就會減一次)。有以下東西不能打中。

　　※炸彈　平民　對手的顏色 (1P時→藍色/2P時→紅色)(還有其他特別指定的種類)
- 除了練習模式外，遊戲通過一半時會有加分遊戲出現，要從4個寶箱中選一個，成功的話就能回復紅心，還能加分。寶箱有以下四個。

　　※紅心(回復生命)　金幣(加分)　紅心&金幣(回復生命及加分)　スカ(不會發生任何事)
- 規定數的關卡通關後就會進入最終關卡，通過最終關卡後就能進入結尾，並且會依據遊戲成果而進行評分 (之後，只有上級，激難等難度會跑出工作人員表作為過關特典。但根據作品也會有沒有工作人員表的情形。)。

## 系列作

### 趣味射擊
1994年10月發售，系列第1作。全50關 (其中2關是加分關卡和最後關卡)。
從火線危機系列開始，在南夢宮發售的業務用射擊遊戲中，它是第一款採用槍型控制器的遊戲。
在當時類似的射擊遊戲中，有更高精確度的中彈點也是它的賣點之一，就算是遊戲中也能輕易完成正確射擊。
PlayStation版中，是繼《火線危機》之後，第二款對應槍型控制器的遊戲，並且還發售附有槍型控制器的同捆版。加上完全移植街機的街機模式，並收錄有好幾個家用的原創計畫模式，另外還在計畫模式中，追加數個限定的新關卡，讓關卡總數變成全74關。這個計畫模式中，有可以以各種模式在各關卡進行練習的單人練習模式「訓練」，街機模式有就像前述一樣追加新關卡的「特別」模式，從2人到最大8人而可以遊玩各種模式(手把一個也可以。最多也能用到兩個)，多人遊玩的派對遊戲「派對玩樂」，能使用槍型控制器遊玩RPG的單人模式「冒險」等四種玩法。然後一部分的追加關卡在「探險」中，不滿足一定條件就無法玩到。

### ガンバァール
1998年8月6日，移植到PlayStation上發售。分別有對戰・耐久・街機等3種模式，並收錄1人玩的「主題樂園模式」。
街機版是從家庭版逆移植而來，並且還從家庭用那邊追加新關卡（2017年現在，這個新關卡只能在街機版遊玩），全72關。還可以從原本趣味射擊的機體中進行升級。

### 趣味射擊狂熱
《趣味射擊狂熱》1999年11月開始上市的推錢機。將系列名物的小遊戲都變成推幣遊戲。

### ガンバリィーナ
2000年12月同時發售街機版以及PS版。街機版能從同過去的系列作《趣味射擊》《ガンバァール》或《趣味射擊 鬼屋歷險》等機台中直接提升版本。
另外，作為新要素，在2人遊玩並且結束遊戲後，還會顯示2人的相性診斷結果。
本作也是最後採用南夢宮製作的字體的作品。

### 趣味射擊合輯+火線危機
2002年12月12日發售的 PlayStation 2遊戲。
PlayStation版《趣味射擊》《ガンバァール》《ガンバリィーナ》以及《火線危機》都收錄在1張DVD-ROM中，並能夠對應槍型控制器的PlayStation 2移植版。

### 右腦達人 趣味射擊腦力訓練
《右腦達人 趣味射擊腦力訓練》是2006年5月18日發售的任天堂DS遊戲。是右腦達人系列第2作（遊戲分類為右腦射擊遊戲），並且還有收錄稱為「街機」的趣味射擊系列的歷來模式，並能用觸控筆操作。

### 趣味射擊大冒險
《趣味射擊大冒險》於2015年5月7日開始發布，為iOS以及Android上的app。基本上免費，但裡面有課金要素。由歐州萬代南夢宮娛樂發布，海外部分則是從前年開始發布。250以上的迷你遊戲，收錄100以上的關卡。圖形又重新描繪讓整起氣氛煥然一新。現在已經停止發布。

### 趣味射擊X
2016年11月發售。但剛開始時，暫時只在南夢宮直營的娛樂中心施設中運作，至於其他遊戲中心・娛樂中心等設施則是等到2017年夏季以後才開始運作。街機版是闊別16年後的本作最新作品，並收錄總計40個以上的關卡
與過去系列一樣有加上「勝負模式」，並且還有低年齡向的「安心模式」。
安心模式中有以下的變更點。
- 取代紅心的是會給予糖果，選擇關卡時必須要消費糖果。
- 無法達標或誤射時並不會減少糖果，必須要依照糖果的數量才能遊玩關卡。[註 3]
- 按住板機就能自動連射。
- 關於擊中的位置，比一般模式還要再加大範圍。

## 關連作品
- 火線危機系列

## 備注
1. ↑  但有幾個模仿其內容的韓國製業務用遊戲。
2. ↑  能再現反沖作用 (槍械)再現構造
3. ↑  反過來說，就算達標通關也不會增加，因此要全破關卡就必須要選擇繼續下去。

## 外部連結
| 街機 - ガンバァール官網 （页面存档备份，存于） - 趣味射擊 狂熱官網 （页面存档备份，存于） - ガンバリィーナ官網 （页面存档备份，存于） - 趣味射擊X官網 （页面存档备份，存于） | 家庭用 - 趣味射擊官網 （页面存档备份，存于） - ガンバァール官網 （页面存档备份，存于） - ガンバリィーナ官網 （页面存档备份，存于） - 趣味射擊合輯+火線危機官網 （页面存档备份，存于） - 右腦達人趣味射擊預告片官網 （页面存档备份，存于） |